# Kanton Épernay-1
Kanton Épernay-1 (fr. Canton d'Épernay-1) je francouzský kanton v departementu Marne v regionu Grand Est. Tvoří ho 20 obcí a část města Épernay. Před reformou kantonů 2014 ho tvořila pouze část města Épernay.

## Obce kantonu
- Ambonnay
- Avenay-Val-d'Or
- Ay
- Bisseuil
- Bouzy
- Champillon
- Cumières
- Dizy
- Épernay (část)
- Fontaine-sur-Ay
- Germaine
- Hautvillers
- Louvois
- Magenta
- Mardeuil
- Mareuil-sur-Ay
- Mutigny
- Nanteuil-la-Forêt
- Saint-Imoges
- Tauxières-Mutry
- Tours-sur-Marne